# Hans von Hammerstein-Gesmold
Hans Emil Leo Otto Friedrich August Freiherr von Hammerstein-Gesmold (* 7. Juni 1867 in Kleve; † 19. Februar 1933 in Stettin) war ein deutscher General der Infanterie.

## Leben

### Herkunft
Hans war der zweitälteste Sohn des fürstlich Solms-Braunfelsschen Hofmarschalls und preußischen Majors Karl von Hammerstein-Gesmold (1829–1893) und dessen Ehefrau Alexandrine, geborene Gräfin von Razumovsky (* 1845).

### Militärkarriere

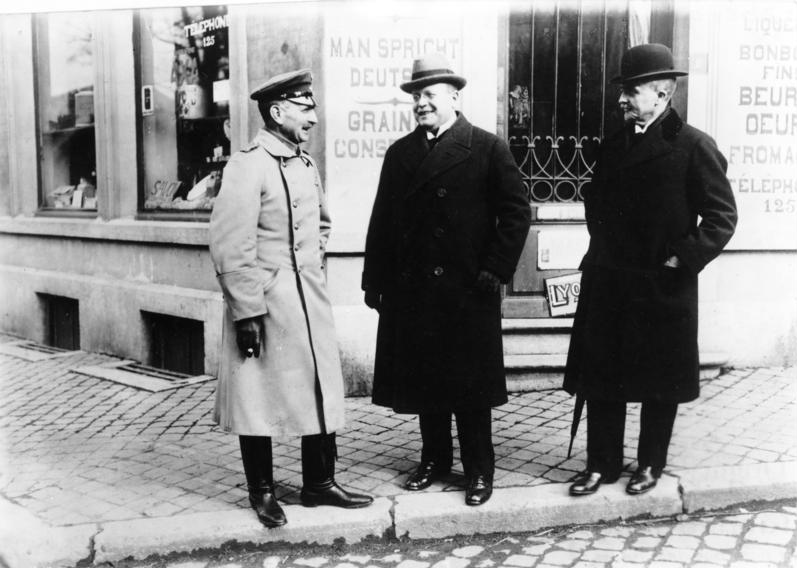
Hans Freiherr von Hammerstein-Gesmold (links) als Mitglied der Waffenstillstandsdelegation im Jahr 1919

Hammerstein trat am 6. Februar 1886 als Fähnrich in das Infanterie-Regiment „Prinz Friedrich Karl von Preußen“ (8. Brandenburgisches) Nr. 64 der Preußischen Armee in Prenzlau ein.
Während des Ersten Weltkriegs war er ab dem 21. April 1916 Militärattaché an der Gesandtschaft in Bukarest. Nachdem Hammerstein beide Klassen des Eisernen Kreuzes sowie am 11. Juli 1917 das Ritterkreuz des Königlichen Hausordens von Hohenzollern mit Schwertern erhalten hatte, wurde er am 6. November 1918 mit dem Orden Pour le Mérite ausgezeichnet. Bei Kriegsende 1918 war er Generalmajor und Kommandeur der 213. Infanterie-Division.
Er gehörte am Ende des Ersten Weltkriegs der deutschen Friedensdelegation in Spa an. 1920 war er Befehlshaber der deutschen Truppen im Land Schleswig. Am 31. Januar 1923 schied er als charakterisierter General der Infanterie und Kommandeur der 2. Division der Reichswehr aus.

## Publikationen
- Die Unteroffizier-Schule zu Biebrich : eine Fest-Schrift zur 25jährigen Jubelfeier im Oktober 1892, Lewalter Verlag Biebrich am Rhein 1892
- Die rumänische Armee, die Schöpfung König Carols I., Mittler Verlag Berlin 1909
- Deutschland, Rumänien und der Weltkrieg : Erinnerungen und Betrachtungen, Engelmann Verlag Berlin 1919
- Der Waffenstillstand 1918–1919 : das Dokumenten-Material der Waffenstillstands-Verhandlungen von Compiègne, Spa, Trier und Brüssel, Notenwechsel, Verhandlungsprotokolle, Verträge, Gesamttätigkeitsbericht, gemeinsam mit Edmund Marhefka, Deutscher Verlagsgesellschaft für Politik und Geschichte Berlin 1928
- Ein deutsches Reiterleben im Weltkriege 1914–1918, 1930
- Der Übergang der Königlich Westfälischen Husaren-Brigade unter Oberst William Freiherrn von Hammerstein zu den Verbündeten in der Nacht 22/23. August 1813, 1934
- Friedrich-Christoph von Hammerstein : königlich-schwedischer Generalmajor zu Pferd, Aschendorff-Verlag Münster 2019

## Auszeichnungen
- Roter Adlerorden III. Klasse mit der Schleife[1]
- Kronenorden III. Klasse[1]
- Ehrenritter des Johanniterordens[1]
- Preußisches Dienstauszeichnungskreuz[1]
- Preußische Rettungsmedaille am Bande[1]
- Ritterkreuz I. Klasse des Ordens vom Zähringer Löwen mit Eichenlaub[1]
- Bayerischer Militärverdienstorden IV. Klasse mit Krone[1]
- Offizierskreuz des Albrechts-Ordens[1]
- Komtur des Hausordens vom Weißen Falken[1]
- Komtur II. Klasse des Herzoglich Sachsen-Ernestinischen Hausordens[1]
- Komtur des St. Alexander-Ordens[1]
- Ritterkreuz I. Klasse des Sankt-Olav-Ordens[1]
- Komtur des Ordens der Krone von Rumänien[1]
- St.-Sava-Orden III. Klasse[1]